# Den industrielle revolution
Den industrielle revolution var en periode fra omkring 1760 til et tidspunkt mellem 1820 og 1840, hvor store ændringer inden for landbrug, masseproduktion, minedrift og transport havde en dybtgående betydning for socioøkonomiske og kulturelle forhold i Storbritannien. Ændringerne spredte sig senere til hele Europa, Nordamerika og til sidst til resten af verden. Den industrielle revolution udgjorde et vendepunkt for menneskehedens samfund; Næsten alle aspekter af dagligdagen blev med tiden påvirket på den ene eller anden måde.
Fra sidste halvdel af det 18. århundrede begyndte der at ske en forandring i dele af Storbritanniens økonomi, som indtil da var baseret på manuelt arbejde og trækdyr. Nu gik udviklingen i retning af maskinbaseret fremstillingsindustri. Det begyndte med mekaniseringen af tekstilindustrierne, udvikling af nye teknologier til fremstilling af jern og en stigende anvendelse af raffineret kul. Udvikling af handelen blev muliggjort ved anlæggelse af kanaler, forbedrede veje og jernbaner. Overgangen til anvendelse af dampmaskiner, som hovedsageligt var drevet af kul, samt større anvendelse af vandkraft og maskiner (fortrinsvis i tekstilindustrien) muliggjorde den dramatiske forøgelse af produktionskapaciteten. Udviklingen af maskinværktøjer udelukkende af metal i de første to årtier af det 19. århundrede gjorde det muligt at fremstille nye produktionsmaskiner til fremstilling i andre industrier. Effekten heraf spredte sig igennem det vestlige Europa og Nordamerika i løbet af det 19. århundrede og påvirkede efterhånden det meste af verden, en proces som i dag fortsætter som industrialisering. Effekten på samfundene var enorm.
Den første industrielle revolution, som begyndte i midten af det 18. århundrede, fortsatte over i den anden industrielle revolution omkring 1850, hvor de teknologiske og økonomiske fremskridt tog fart med udviklingen af dampdrevne skibe, jernbaner og senere i det 19. århundrede med benzinmotorer og elektricitet.
Der er bred enighed blandt historikere om, at den industrielle revolution er en af de vigtigste begivenheder i historien. Til gengæld er der uenighed om, hvilken tidsperiode den industrielle revolution skal henføres til. Eric Hobsbawm hævder, at den 'brød ud' i Storbritannien i 1780'erne og først nåede sin fulde udbredelse i 1830'erne eller 1840'erne, mens T.S. Ashton mener, at den udfoldede sig mellem 1760 og 1830.
Nogle historikere fra det 20. århundrede, såsom John Clapham og Nicholas Crafts, har hævdet, at processen med økonomiske og sociale forandringer foregik gradvist, og at begrebet revolution ikke er dækkende for måden, det foregik på. Definitionen og afgrænsningen diskuteres fortsat. BNP pr. indbygger var stort set stabilt før den industrielle revolution og fremkomsten af den moderne kapitalistiske økonomi. Med den industrielle revolution indledtes en æra med økonomisk vækst i indkomsten pr. indbygger i de kapitalistiske økonomier.

## Etymologi
Æren for at gøre udtrykket "industriel revolution" udbredt kan gives til Arnold Toynbee, hvis foredrag i 1881 gav en detaljeret gennemgang af den.
Det tidligst kendte brug af udtrykket "industriel revolution" var ifølge historikeren David Landes et brev fra 6. juli 1799 af den franske udsending Louis-Guillaume Otto . Udtrykket vedrørte teknologiske ændringer og blev mere almindeligt i slutningen af 1830'erne som i Louis-Auguste Blanquis beskrivelse fra 1837 af la révolution industrielle. Friedrich Engels i Arbejderklassens tilstand i England i 1844 skrev om "en industriel revolution, en revolution, som samtidig ændrede hele det civile samfund." I sin bog Keywords: A Vocabulary of Culture and Society skriver Raymond Williams i afsnittet om industrien: "Ideen omkring en ny social orden baseret på store industrielle ændringer var tydelig i Southey og Owen mellem 1811 og 1818 og sås indirekte hos Blake så tidligt som i de tidlige 1790'ere og Wordsworth ved århundredskiftet."

## Årsager
Årsagerne til den industrielle revolution var komplekse og er stadig til debat. Nogle historikere mener, at revolutionen var en konsekvens af sociale og institutionelle ændringer som følge af feudalismens afskaffelse i Storbritannien efter den engelske borgerkrig i 1600-tallet. I takt med, at den nationale grænsekontrol blev mere effektiv, faldt spredningen af sygdomme, og man undgik dermed de epidemier, som tidligere havde været almindelige. Andelen af børn, som overlevede barndommen voksede betydeligt, hvilket førte til en større arbejdsstyrke. Indhegningsbevægelsen og revolutionen inden for det britiske landbrug førte til en mere effektiv og mindre arbejdsintensiv produktion, hvilket tvang den del af befolkningen, som ikke længere kunne finde beskæftigelse ved landbruget, til at finde arbejde inden for bomuldsindustrien, f.eks. indenfor vævning og tvang dem på længere sigt til at flytte til byerne og søge arbejde i de nye fabrikker. Væksten i de britiske kolonibesiddelser i 1600-tallet og den heraf følgende vækst i den internationale handel, etablering af finansmarkeder og akkumulering af kapital nævnes også som faktorer, og det samme gør den videnskabelige revolution i 1600-tallet.
Indtil 1980'erne antog akademiske historikere i almindelighed, at det var de teknologiske fremskridt, som var kernen i den industrielle revolution, og at udviklingen og forbedringen af dampmaskinen var den nøgleteknologi, som gjorde den mulig. Nyere forskning inden for markedsføring har udfordret den traditionelle udbudsorienterede fortolkning af den industrielle revolution.
Lewis Mumford har peget på, at den industrielle revolution havde sine rødder i den tidlige middelalder, langt tidligere end de fleste vurderinger. Han forklarer, at modellen for standardiseret masseproduktion kom med bogtrykningen, og at "den arketypiske model for den industrielle tidsalder var uret". Han peger også på klostrenes optagethed af at holde orden og holde styr på tiden, såvel som det faktum, at middelalderlige byer i centrum havde en kirke med klokker, som ringede med faste intervaller, og at dette var en nødvendig forløber for en større synkronisering, som var nødvendig for senere mere fysiske udtryk, såsom dampmaskinen.
Tilstedeværelsen af et stort indenlandsk marked må også ses som en vigtig forudsætning for den industrielle revolution, især som forklaring på, hvorfor den skete i Storbritannien. I andre lande som Frankrig var markedet delt i lokale regioner, som ofte lagde told og afgifter på den interregionale varehandel.
Tildeling af begrænsede monopoler til opfindere inden for rammerne af et patentsystem, som fortsat var under udvikling (Statute of Monopolies), anses for en betydningsfuld faktor. Effekterne af patenter, både gode og dårlige, på industrialiseringen er klart illustreret af dampmaskinens historie. I stedet for offentligt at afsløre, hvorledes en opfindelse fungerede, gav patentsystemet opfindere som fx James Watt den fordel, at de kunne tage monopol på fremstillingen af opfindelser som de første dampmaskiner og derigennem opnå en gevinst, da deres opfindelser var beskyttet mod kopiering. Dette forøgede hastigheden i den teknologiske udvikling, da det kunne lønne sig at forske i nye teknologier og produktionsmetoder. Imidlertid fører monopoler også ineffektivitet med sig, hvilket kan modvirke eller endda bremse de fordele, som følger af at offentliggøre opfindelser og belønne opfindere. Watts monopol på dampmaskinen kan have forhindret andre opfindere, eksempelvis Richard Trevithick, William Murdoch og Jonathan Hornblower, i at udvikle forbedrede dampmaskiner. Dette kan have forsinket den industrielle revolution i op til 20 år.

### Hvorfor skete udviklingen i Europa?
Et spørgsmål, som optager historikerne, er, hvorfor den industrielle revolution opstod i Europa og ikke i andre dele af verden i det 18. århundrede, især Kina, Indien eller Mellemøsten, eller på et andet tidspunkt som fx i antikken eller middelalderen. Der peges på adskillige faktorer, heriblandt økologi, styreform og kultur. De fleste historikere er enige om, at Europa og Kina ikke var økonomisk ligestillede, da moderne vurderinger af gennemsnitsindkomsten i Vesteuropa i slutningen af det 18. århundrede viser omkring 1.500 dollars i købekraftsparitet (og Storbritannien havde en gennemsnitsindkomst på næsten 2.000 dollars)), mens Kina til sammenligning kun havde 450 dollars. Det gennemsnitlige renteniveau var omkring 5 % i Storbritannien, mens det var over 30 % i Kina, hvilket viser, at kapital var nemmere tilgængelig i Storbritannien.
Nogle historikere, som David Landes og Max Weber, mener, at de forskellige trossystemer i Kina og Europa var afgørende for, hvor revolutionen opstod. Religion og tro i Europa var stort set et produkt af jødisk-kristen og græsk tankegang. I modsætning hertil var det kinesiske samfund baseret på Konfutse, Mencius, Han Feizi (legalisme), Lao Tzu (taoisme) og Buddha (buddhisme). Mens europæerne mente, at universet var styret af rationelle og evige love, mente man i Østen, at universet var i stadig forandring, og for buddhister og taoister var det noget, som ikke kunne forstås rationelt.
Om Indien sagde den marxistiske historiker Rajani Palme Dutt: "Kapitalen til at finansiere den industrielle revolution i Indien gik i stedet til at finansiere den industrielle revolution i England." I modsætning til Kina var Indien delt op i mange konkurrerende kongedømmer, hvoraf de vigtigste var marather, sikher og stormoguler. Hertil kom, at økonomien i høj grad var afhængig af to landbrugssektorer – fødevarer og bomuld – samtidig med, at den teknologiske innovation var meget lille. Frem til den britiske magtovertagelse blev store værdier gemt væk i paladsernes skatkamre af totalitære monarker.

### Årsager til opståen i Storbritannien
Debatten om starten på den industrielle revolution handler også om det massive forspring, som Storbritannien havde i forhold til andre lande. Nogle har understreget betydningen af de naturlige eller finansielle ressourcer, som Storbritannien fik fra sine mange oversøiske kolonier, eller at overskuddet fra den britiske slavehandel mellem Afrika og Caribien bidrog til forøgelse af investeringerne i industrien. Det er imidlertid blev pointeret, at slavehandelen og plantagerne i Vestindien kun bidrog med 5 % af den britiske nationalindkomst i årene under den industrielle revolution. Selv om slaveriet kun gav et beskedent overskud for Storbritannien under den industrielle revolution, aftog Caribien 12 % af Storbritanniens industriproduktion.
På den anden side kan den større liberalisering af handel i en stor økonomi have tilladt Storbritannien at frembringe og bruge nye videnskabelige og teknologiske fremskridt mere effektivt end lande med stærkere monarkier, især Kina og Rusland. Storbritannien kom ud af napoleonskrigene som den eneste europæiske nation, der ikke var blevet ødelagt af finansiel plyndring og økonomisk sammenbrud, og var i besiddelse af den eneste handelsflåde af betydelig størrelse (efter at de europæiske handelsflåder var blevet ødelagt under krigen af Royal Navy). Storbritanniens omfattende eksport fra hjemmeindustrier betød også, at der var markeder klar til at modtage mange slags tidlige industriprodukter. Napoleonskrigene foregik uden for Storbritannien og førte således ikke til, at landet blev lagt øde af erobrere, som det skete mange steder i Europa. Storbritannien havde således nydt godt af geografisk at være en ø adskilt fra det europæiske fastland.
En anden teori er, at Storbritannien kunne gennemføre den industrielle revolution, fordi landet rådede over en række afgørende ressourcer. Det havde en stor befolkning i forhold til landets areal. Indhegning af fælleder og den tilhørende revolution af landbrugsproduktionen betød, at arbejdskraft blev frigivet og stod til rådighed. Der var også naturlige ressourcer til rådighed lokalt i Nordengland, Midlands, det sydlige Wales og det skotske lavland. Lokale forekomster af kul, jern, bly, kobber, tin, kalksten og vandkraft gav fremragende muligheder for udvikling og vækst af industri. Ligeledes gav det fugtige, milde vejr i det nordvestlige England ideelle betingelser for bomuldsspinderier og dannede et naturligt udgangspunkt for en tekstilindustri.
Den stabile politiske situation i Storbritannien fra omkring 1688 og det britiske samfunds større modtagelighed over for ændringer (sammenlignet med andre europæiske lande) kan også ses som faktorer, der bidrog til den industrielle revolution. Gennem indhegningen af fællederne var bondestanden ødelagt som kilde til modstand mod industrialisering. Samtidig udviklede overklassen på landet en kommerciel interesse, som gjorde dem til pionerer i at fjerne forhindringer, der måtte stå i vejen for den gryende kapitalisme. Denne pointe fremgår også af Hilaire Bellocs The Servile State.

#### Protestantisk arbejdsmoral
En anden teori går ud på, at de britiske fremskridt skyldtes, at der her var mange iværksættere, som troede på fremskridt, teknologi og hårdt arbejde.
Tilstedeværelsen af denne klasse af iværksættere knyttes ofte sammen med den protestantiske arbejdsmoral (se Max Weber) og den særlige status, som baptister og afvigende protestantiske sekter indtog, såsom kvækerne og presbyterianerne, der havde fået en opblomstring under den engelske borgerkrig.
Engelske religiøse afvigere var afskåret fra stort set alle officielle embeder og fra uddannelse på Englands to universiteter i Oxford og Cambridge. Mens de fortsat kunne studere på de fire gamle universiteter i Skotland. Da monarkiet var genoprettet, og medlemskab af den officielle anglikanske kirke blev obligatorisk, blev de i stedet aktive inden for bankvirksomhed, fremstilling og undervisning. Især unitarerne var meget involveret i uddannelse ved at drive egne akademier, hvor der i modsætning til på universiteterne i Oxford og Cambridge og skoler som Eton og Harrow blev lagt stor vægt på matematik og naturvidenskab, som var af stor betydning for udvikling af teknologier inden for fremstillingsvirksomhed.
Flere historikere anser denne sociale faktor for at være ekstremt vigtig sammen med de involverede nationale økonomier. Mens medlemmer af disse sekter blev udelukket fra visse regeringskredse, blev de af mange i middelklassen, såsom traditionelle finansfolk og andre forretningsfolk, anset for at være ligeværdige med protestanter i et vist omfang. På grund af denne tolerance og tilgangen af kapital var det naturligt for de mere iværksætterorienterede inden for disse sektorer at søge nye muligheder inden for de teknologier, som blev skabt i kølvandet på den videnskabelige revolution i det 17. århundrede.
En række faktorer bidrog til, at kapaciteten til og interessen i private finansielle investeringer i industriforetagender var stigende. Her kan nævnes den styrkede tro på retssamfundet, som fulgte etableringen af et konstitutionelt monarki i Storbritannien under den glorværdige revolution i 1688 samt fremkomsten af et stabilt finansmarked baseret på Bank of Englands styring af nationens gæld.

## Opfindelser
Starten på den industrielle revolution er tæt knyttet til nogle få brancher, hvor der blev gjort nogle afgørende opfindelser i den anden halvdel af det 18. århundrede:
- Tekstilfremstilling – Bomuldsspinderi ved hjælp af Richard Arkwrights Water Frame, James Hargreaves' Spinning Jenny og Samuel Cromptons Spinning Mule (en kombination af Spinning Jenny og Water Frame). Den blev patenteret i 1769 og patentet udløb i 1783. Herefter blev der hurtigt bygget mange bomuldsspinderier. Tilsvarende teknologi blev efterfølgende anvendt til spinding af kamgarn til forskellige tekstiler og hør til linned.
- Dampkraft – Den forbedrede dampmaskine, som blev opfundet af James Watt, blev i starten fortrinsvis anvendt til at pumpe vand op af miner, men fra 1780'erne blev den anvendt til at drive maskiner. Dette muliggjorde hurtig udvikling af effektive halvautomatiske fabrikker af en hidtil utænkelig størrelse på steder, hvor der ikke var vandkraft til rådighed.
- Jernstøbning – I jernindustrien blev koks til sidst anvendt som erstatning for trækul i alle trin under jernfremstillingen. Dette var sket længe før ved fremstilling af bly og kobber og ved fremstilling af råjern i en højovn, men det andet trin i fremstillingen af smedejern var baseret på to patenterede metoder, hvoraf det ene udløb i 1786, og den andet blev patenteret af Henry Cort i 1783 og 1784.

Disse udgør de tre 'førende sektorer', hvor de var de afgørende opfindelser, som var grundlaget for det økonomiske afsæt, hvormed den industrielle revolution som regel defineres. Det er ikke for at nedgøre mange andre opfindelser, især i tekstilindustrien, men uden nogle af de tidligere opfindelser, såsom Spinning Jenny og den flyvende skyttel i tekstilindustrien og fremstilling af råjern ved hjælp af koks, ville disse fremskridt måske ikke have været mulige. Senere opfindelser såsom maskinvæven og Richard Trevithicks højtryksdampmaskine var også af betydning for den stigende industrialisering af Storbritannien. Anvendelsen af dampmaskiner til at drive bomuldsspinderier og jernstøberier gjorde det muligt at bygge disse fabrikker på steder, hvor der var mest hensigtsmæssigt af hensyn til ressourcer, frem for blot at lægge fabrikkerne hvor der var vand, som kunne drive en vandmølle, hvilket man var nødt til tidligere.
I tekstilindustrien blev sådanne foretagender foregangsmodeller for, hvordan menneskelig arbejdskraft skulle organiseres i fabrikker. Disse fabrikker blev udødeliggjort med Cottonopolis, som var en bydel i Manchester fyldt med bomuldsspinderier, fabrikker og administrationskontorer. Samlebåndssystemet forøgede i høj grad produktiviteten i såvel denne som andre industrier. Ved at have en række medarbejdere, som var trænet i at udføre en bestemt operation ved fremstillingen af et produkt, hvorefter det blev sendt videre til den næste arbejder, kunne man opnå en betydelig forøgelse af produktionen.
Vigtig var også genopdagelsen af beton i 1756 (baseret på kalkmørtel) af den britiske ingeniør John Smeaton. Beton havde før dette ikke været brugt i 13 århundreder.

### Overførsel af viden
Viden om nye opdagelser blev spredt på flere måder. Arbejdere, som var oplært i en teknik, kunne skifte til en anden arbejdsgiver eller blive headhuntet. En ofte anvendt metode var, at man tog på studietur og indsamlede information, hvor det var muligt. Under hele den industrielle revolution og i det forudgående århundrede foretog alle europæiske lande og Amerika studieture. Nogle lande som Sverige og Frankrig uddannede endda embedsmænd og teknikere, der skulle gennemføre studieture som led i en statslig politik. I andre lande, ikke mindst Storbritannien og Amerika blev denne metode anvendt af fabrikanter, som var ivrige efter at forbedre deres produktionsmetoder. Studieture var dengang almindelige, ligesom i dag, og det samme var rejsedagbøger. Optegnelser gjort af fabrikanter og teknikere fra dengang er uvurderlige kilder til information om deres metoder.
En anden måde at sprede viden om opfindelser på var gennem netværket af uformelle filosofiske selskaber som Lunar Society i Birmingham, hvor medlemmerne mødtes for at diskutere 'naturfilosofi' (dvs. naturvidenskab) og ofte dens anvendelse indenfor fremstillingsvirksomhed. Lunar Society havde sin storhedstid fra 1765 til 1809, og det er blevet sagt om selskabet: "De var, om De vil, revolutionskomiteen i den mest vidtgående af det 18. århundredes revolutioner, den industrielle revolution".
Andre af sådanne selskaber udgav bind med referater og forhandlinger. F.eks. udgav London-selskabet Royal Society of Arts et illustreret bind med nye opfindelser og skrifter om dem i dets årlige Transactions.
Der var udgivelser, som beskrev teknologi. Encyklopædier som Harris' Lexicon Technicum (1704) og dr. Abraham Rees' Cyclopaedia (1802-1819), som indeholder meget af værdi. Cyclopaedia indeholder en enorm mængde information om videnskab og teknologi i den første halvdel af den industrielle revolution, godt illustreret med fine graveringer. Udenlandske trykte kilder, såsom Descriptions des Arts et Métiers og Diderots Encyclopédie forklarede udenlandske metoder med fine graverede illustrationer.
Periodiske udgivelser om fremstilling og teknologi begyndte at dukke op i det sidste årti af det 18. århundrede, og mange indeholdt oplysninger om de seneste patenter. Ikke-engelske tidsskrifter som Annales des Mines indeholdt rejsebeskrivelser fra franske ingeniører, som observerede britiske metoder på studierejser.

### Teknologiske fremskridt i Storbritannien

#### Tekstilfremstilling
I starten af det 18. århundrede var britisk tekstilfremstilling baseret på uld, som blev behandlet af selvstændige håndværkere, som spandt og vævede i deres hjem. Dette system kaldes hjemmefremstilling. Hør og bomuld blev også anvendt til fine stoffer, men forarbejdningen var vanskelig på grund af den forbehandling, som var nødvendig, og derfor udgjorde produkter i disse materialer kun en lille del af produktionen.
Brugen af rok og håndvæv begrænsede produktionskapaciteten i industrien, men gradvise forbedringer øgede produktiviteten i en grad, så bomuldsvarer blev den dominerende britiske eksportvare i begyndelsen af det 19. århundrede. Indien blev overhalet som den primære leverandør af bomuldsvarer.
Lewis Paul tog patent på sin "Roller Spinning machine" og flyer-and-bobbin-systemet, hvormed man kunne spinde uld i en mere ensartet tykkelse; det blev udviklet med bistand fra John Wyatt i Birmingham. Paul og Wyatt startede et spinderi i Birmingham, som anvendte deres nye rullemaskine, der blev trukket af et æsel. I 1743 blev der etableret en fabrik i Northampton med 50 tene på hver af fem af Paul og Wyatts maskiner. Den fungerede indtil omkring 1764. En lignende fabrik blev bygget af Daniel Bourn i Leominster, men den brændte ned. Både Lewis Paul og Daniel Bourn tog patent på kartemaskiner i 1748. Ved hjælp af to sæt ruller, som kørte med forskellige hastigheder, blev den senere brugt i det første bomuldsspinderi. Lewis' opfindelse blev senere videreudviklet og forbedret af Richard Arkwright i hans water frame og af Samuel Crompton i hans Spinning Mule.
Andre opfindere forbedrede effektiviteten i de enkelte trin af spindeprocessen, (kartning, snoring og sinding, opspoling) således, at udbuddet af garn voksede voldsomt, hvilket stimulerede en væveindustri, som gjorde fremskridt med forbedringer af skytler og vævestole. Den enkelte arbejders produktivitet voksede dramatisk med den effekt, at de nye maskiner blev set som en trussel mod beskæftigelsen, og tidlige opfindere blev angrebet og deres opfindelser ødelagt.
Det krævede en klasse af innovatorer for at udnytte disse fremskridt, hvoraf den mest berømte er Richard Arkwright. Han får æren for en række opfindelser, men de blev faktisk udviklet af folk som Thomas Highs og John Kay. Arkwright støttede opfinderne, patenterede ideerne, finansierede udviklingen og beskyttede maskinerne. Han skabte bomuldsmøllen, som samlede produktionsprocessen i en fabrik, og han udviklede brugen af kraft – i starten hestekraft, så vandkraft – som gjorde fremstilling af bomuld til en mekaniseret industri. Inden længe blev der brugt dampkraft til at drive tekstilmaskinerne.

#### Metallurgi
Den største forandring i metalindustrierne under den industrielle revolution var udskiftningen af organisk brændsel baseret på træ med fossilt brændsel baseret på kul. En stor del af denne udvikling kom før den industrielle revolution som følge af sir Clement Clerke og andre opfindelser efter 1678 med at bruge kul i flammeovne kendt som kupler. De blev drevet af flammer, som indeholdt kulilte, der reagerede med malmen og reducerede oxiderne til metal. Det havde den fordel, at urenheder i kullene såsom svovl ikke blev overført til metallet. Denne teknologi blev anvendt på bly efter 1678 og kobber efter 1687. Den blev også anvendt til udsmeltning af jern i 1690'erne, men i dette tilfælde blev den vekselvirkende ovn kendt som en luftsmelteovn. Smeltekuplen er en anden og senere udvikling.
Dette blev efterfulgt af Abraham Darby, som gjorde store fremskridt ved at bruge koks som brændsel i sine højovne ved Coalbrookdale i 1709. Det råjern, som han fremstillede, blev fortrinsvis anvendt til støbejernsprodukter som potter og kedler. Han havde den fordel i forhold til sine konkurrenter, at hans potter, som blev støbt ved hjælp af hans patenterede proces, var tungere og billige end deres. Råjern fremstillet med koks blev sjældent anvendt til fremstilling af jernbarrer i støberier indtil midten af 1750'erne, hvor hans søn Abraham Darby II byggede støberierne Horsehay og Ketley (ikke langt fra Coalbrookdale). På dette tidspunkt var koksbaseret råjern billigere end trækulbaseret råjern.
Jernbarrer, som smede kunne anvende til fremstilling af forbrugsgoder, blev stadig fremstillet ved friskning af råjern. Nye metoder blev indført i de følgende år. Den første kaldes for lancashiresmedning, som blev efterfulgt af Henry Corts pudling-metode. Fra 1785, måske fordi patentet på den forbedrede version af lancashiresmedning var ved at løbe ud, startede der en voldsom ekspansion af produktionen i den engelske jernindustri. De nye processer krævede ikke trækul, og produktion var derfor ikke begrænset af trækulforsyningerne.
Indtil da havde britiske jernproducenter brugt betydelige mængder importeret jern som supplement til den lokale produktion. Fra midten af 1600-tallet kom det hovedsagelig fra Sverige og fra 1720'erne også fra Rusland. Men fra 1785 faldt importen på grund af den nye jernfremstillingsteknologi, og Storbritannien blev eksportør af jern og jernvarer.
Eftersom jern blev billigere og mere rigeligt, blev det også i stigende grad anvendt ved byggerier efter den nyskabende Iron Bridge (første bro lavet af støbejern) i 1778 af Abraham Darby III.
En forbedring blev gjort i fremstillingen af stål, som var en kostbar vare, der kun blev brugt, hvor jern ikke duede, såsom i skærende værktøjer og fjedre. Benjamin Huntsman udviklede sin digelstålteknik i 1740'erne. Råmaterialet til denne proces var cementstål.
Udbuddet af billigt jern og stål fremmede udviklingen af kedler og dampmaskiner og senere jernbaner. Forbedringer af maskinværktøjet tillod en bedre forarbejdning af jern og stål og satte yderligere skub i den industrielle vækst i Storbritannien.

#### Minedrift
Kulminedriften startede tidligt i Storbritannien, især i det sydlige Wales. Før dampmaskinen var minerne ofte åbne og fulgte et kullag langs overfladen, og minerne blev opgivet, når kullene var fjernet. I andre tilfælde, hvis geologien var gunstig, blev der ført en mineskakt ind i siden på en bakke. I nogle tilfælde blev der lavet mineskakter, men den begrænsende faktor var problemet med at fjerne vand fra minerne. Det kunne gøres ved at løfte spande med vand op af skakten eller ved, at der blev boret en tunnel ind i siden af minen, så vandet kunne løbe ud i et vandløb eller en grøft ved hjælp af tyngdekraften. Fremkomsten af dampmaskiner gjorde det meget lettere at fjerne vand, og gjorde det muligt at bygge dybere mineskakter, så mere kul kunne udvindes. Dette var ting, som var begyndt inden den industrielle revolution, men brugen af James Watts mere effektive dampmaskine fra 1770'erne reducerede brændselsforbruget og gjorde minerne mere profitable. Kulminer var meget farlige på grund af, at de indeholdt grubegas i mange af kullagene. En vis grad af sikkerhed kom der med sikkerhedslampen, som blev opfundet i 1816 af sir Humphry Davy og George Stephenson uafhængigt af hinanden. Lamperne gav imidlertid en falsk tryghed, fordi de hurtigt blev usikre og gav et svagt lys. Grubegaseksplosionerne fortsatte og udløste ofte kulstøvseksplosioner, så tabene af menneskeliv voksede i hele det 19. århundrede. Arbejdsbetingelserne var meget dårlige, og mange blev ofre for nedfaldende klippestykker.

#### Dampkraft
Udviklingen af en stationær dampmaskine var et væsentligt element i begyndelsen af den industrielle revolution, men under det meste af den industrielle revolution baserede de fleste industrier sig stadig på kraft fra vind og vand samt heste og mennesker til at drive små maskiner.
Det første egentlige forsøg på industriel anvendelse af dampkraft blev gjort af Thomas Savery i 1698. Han fremstillede og patenterede i London en lavtryks-, kombineret vakuuum- og trykvandspumpe, som frembragte omkring 1 hk og blev brugt i mange vandværker og afprøvet i nogle få miner (deraf produktbetegnelsen: "The Miner's Friend"), men den var ikke en succes, da det var begrænset, hvor højt den kunne pumpe vandet, og kedlen havde en tilbøjelighed til at eksplodere.
Den første sikre og vellykkede dampmaskine blev introduceret af Thomas Newcomen før 1712. Tilsyneladende havde Newcomen udtænkt sin dampmaskine uafhængigt af Savery, men denne havde sikret sig et meget bredt patent, så Newcomen og hans partnere var tvunget til at komme til en forståelse med ham, og indtil 1733 blev maskinen markedsført under et fælles patent. Newcomens maskine lader til at være baseret på Denis Papins eksperimenter, som var blevet udført 30 år tidligere og anvendte et stempel og en cylinder, som i den ene ende var åben ud mod luften over stemplet. Damp med lige over atmosfærisk tryk (alt hvad kedlen kunne holde til) blev sendt ind i den nedre halvdel af cylinderen under stemplet under det af tyngdekraften forårsagede opstød. Dampen blev derefter kondenseret med en kold vandstråle, som blev sprøjtet ind i dampen for at skabe et delvist vakuum. Trykforskellen mellem atmosfæren og vakuumet på den anden side af stemplet trak dette ned i cylinderen og løftede den modsatte ende af en vippestang, hvortil der var hæftet en flok tyngdedrevne, modvirkende pumper i mineskakten. Maskinens nedadgående bevægelse løftede pumpen, startede den og forberedte pumpeslaget. I starten blev faserne styret i hånden, men i løbet af 10 år var der blevet udtænkt en ventilmekanisme, som gjorde maskinen selvkørende.
En række af Newcomens maskiner blev med held sat i arbejde i Storbritannien til at dræne hidtil ubrugelige, dybe miner med maskinen på overfladen. Det var store maskiner, som det krævede megen kapital at bygge, og de ydede omkring 5 hk. Efter nutidig målestok var de ekstremt ineffektive, men når de var placeret dér, hvor kullene var billige, åbnede de op for en stor ekspansion af kulminedriften ved at gøre det muligt at lave dybere miner. Trods deres ulemper var Newcomen maskiner pålidelige og lette at vedligeholde og forblev i drift i kulfelterne, indtil de første årtier af det 19. århundrede. Da Newcomen døde i 1729, var hans maskiner blevet spredt til først Ungarn i 1722 og siden til Tyskland, Østrig og Sverige. I alt 110 vides at være blevet bygget indtil 1733, hvor det fælles patent udløb, heraf 14 i udlandet. I 1770'erne byggede ingeniøren John Smeaton nogle meget store eksemplarer, og indførte en række forbedringer. I alt 1.454 maskiner var blevet bygget i år 1800.
James Watt indførte en grundlæggende ændring af princippet for, hvordan en dampmaskine fungere. I nært samarbejde med Matthew Boulton lykkedes det ham i 1778 at færdiggøre sin dampmaskine, som indeholdt en række radikale forbedringer, først og fremmest lukningen af den øverste del af cylinderen, hvilket lod lavtryksdampen drive toppen af stemplet i stedet for atmosfæren, brugen af en dampkappe og den berømte separate kondensator. Alt dette betød, at der kunne holdes en mere konstant temperatur i cylinderen, og at maskinens præstationer ikke længere varierede med vejrbetingelserne. Disse forbedringer øgede maskineffektiviteten med omkring en faktor fire, så man sparede 75 % af omkostningerne til kul.
Den atmosfæriske maskine kunne ikke let tilpasses til at drive et roterende hjul, selv om det lykkedes for Wasborough og Pickard henimod 1780. I 1783 var den mere økonomiske Watt-dampmaskine blev fuldt udviklet til en dobbeltvirkende, roterende type, hvilket betød, at den kunne anvendes til direkte at drive det roterende maskineri i en mølle eller fabrik. Begge Watts grundlæggende maskintyper var store kommercielle succeser, og frem til 1800 havde virksomheden Boulton & Watt bygget 496 maskiner, hvoraf 164 drev dobbeltvirkende pumper, 24 understøttede smelteovne, og 308 drev fabriksmaskiner. Hovedparten af maskinerne ydede mellem 5 og 10 hk.
Udviklingen af værktøjsmaskiner som drejebænke, høvle, slibe- og formemaskiner drevet af disse maskiner muliggjorde, at alle metaldelene i maskinerne let og præcist kunne formes, og til gengæld gjorde det muligt at bygge større og stærkere maskiner.
Indtil omkring 1800 var den mest almindelige form for dampmaskine løftestangsmotoren, som var bygget som en integreret del af et maskinhus af sten eller tegl, men snart dukkede der forskellige former for flytbare maskiner op (lette at flytte, men ikke på hjul), såsom bordmaskinen. Ved begyndelsen af det 19. århundrede begyndte ingeniøren Richard Trevithick fra Cornwall og amerikaneren Oliver Evans at bygge ikke-kondenserende maskiner med højere tryk og udstødning til atmosfæren. Det gjorde det muligt at sammenbygge motor og kedel til en kompakt enhed, som kunne anvendes på mobile vej- og jernbanelokomotiver og dampskibe.
I begyndelsen af det 19. århundrede, efter udløbet at Watts patent, undergik dampmaskinen mange forbedringer udført af en mængde opfindere og ingeniører.

#### Kemikalier
Den storstilede produktion af kemikalier var en vigtig udvikling under den industrielle revolution. Den første af disse var produktion af svovlsyre ved hjælp af blykumme-processen, som blev opfundet af englænderen John Roebuck (James Watts første partner) i 1746. Han forøgede produktionskapaciteten i betydelig grad ved at udskifte de forholdsvis dyre glasbeholdere, som hidtil var blevet anvendt, med større og billigere blykummer, som blev lavet af nittede blyplader. I stedet for at lave et lille kvantum ad gangen kunne han fremstille omkring 50 kg ad gangen, mindst ti gange så meget som før.
Fremstillingen af basiske stoffer i stor stil blev også et vigtigt mål, og i 1791 lykkedes det for Nicolas Leblanc at fremkomme med en metode til fremstilling af soda. Leblanc processen var en reaktion mellem svovlsyre og natriumklorid, som resulterede i natriumsulfat og saltsyre.
Natriumsulfat blev opvarmet sammen med med kalksten (calciumcarbonat) og kul for at få en blanding af soda og calciumsulfid. Når man tilsatte vand, udskilte det opløselige soda sig fra calciumsulfiden. Processen skabte en stor mængde affald (saltsyre blev oprindelig sendt ud i atmosfæren, og calciumsulfid var et ubrugeligt affaldsprodukt). Ikke desto mindre viste denne syntetiske soda sig at være billigere at fremstille sammenlignet med afbrænding særlige planter (barilla) eller tang, som tidligere havde været den fremherskende måde at få soda på,
og også i forhold til potaske (kaliumcarbonat) udvundet af aske fra løvtræ.
Disse to kemikalier var meget vigtige, fordi de muliggjorde indførelsen af en lang række andre opfindelser og erstattede mange små operationer med mere økonomiske og kontrollerede processer.
Soda havde mange anvendelser i glas-, tekstil-, sæbe- og papirindustrien. Tidlige anvendelser af svovlsyre omfattede bejdsning af jern og stål og blegning af tøj.
Udviklingen af blegepulver (calciumhypochlorit) af den skotske kemiker Charles Tennant omkring 1800 var baseret på opdagelser gjort af den franske kemiker Claude Louis Berthollet og revolutionerede blegeprocessen i tekstilindustrien ved drastisk at reducere den nødvendige tid (fra måneder til dage) i forhold til den dengang anvendte metode, som var baseret på gentagen udsættelse for solens lys i blegdamme med baser eller surmælk. Tennants fabrik i St. Rollox i det nordlige Glasgow blev den største kemiske fabrik i verden.
I 1824 tog Joseph Aspdin, en britisk brolægger, som var blevet murer, patent på en kemisk proces til fremstilling af portlandcement, som var et vigtigt fremskridt for byggefagene. Denne proces indebærer sintring af en blanding af ler og kalksten ved ca. 1.400 °C, derefter formaling til et fint pulver, som efterfølgende blandes med vand, sand og grus for at fremstille beton. Portlandcement blev anvendt af den berømte engelske ingeniør Marc Isambard Brunel nogle år senere ved bygningen af tunnelen under Themsen.
Cement blev anvendt i stort omfang ved etableringen af Londons kloaksystem en generation senere.

#### Maskinværktøjer
Den industrielle revolution kunne ikke være blevet til noget uden maskinværktøjer, for de gjorde det muligt at fremstille maskiner. De har deres oprindelse i de værktøjer, som i det 18. århundrede blev udviklet af urmagere og instrumentmagere, så de kunne fremstille små mekanismer i serier. De mekaniske dele i tidlige tekstilmaskiner blev nogle gange omtalt som "urværk" på grund af de mekaniske spindler og tandhjul, de indeholdt. Fremstillingen af tekstilmaskiner tiltrak håndværkere fra disse erhverv og var starten på den moderne maskinindustri.
Maskiner blev bygget af forskellige håndværkere. Tømrere lavede trærammer, og smede og drejere fremstillede metaldele. Et godt eksempel på, hvorledes maskinværktøjer ændrede fremstillingen, sås i Birmingham i England i 1830. Opfindelsen af en ny maskine af Joseph Gillott, William Mitchell og James Stephen Perry tillod massefremstilling af robuste, billige, stålpennespidser. Processen havde været arbejdskrævende og dyr. På grund af vanskelighederne ved at forarbejde metal, og fordi man ikke havde maskinværktøjer, blev brugen af metal holdt på et minimum. Trærammer havde ulemper i form af variationer som følge af temperatur og fugtighed, og de forskellige samlinger havde en tendens til at gå løse i tidens løb. Efterhånden som den industrielle revolution udviklede sig, blev maskiner med metalrammer mere almindelige, men de krævede maskinværktøjer for at kunne fremstilles økonomisk. Inden fremkomsten af maskinværktøjer blev metal bearbejdet manuelt ved hjælp af grundlæggende håndværktøjer såsom hamre, file, skrabere, save og mejsler. Små metaldele blev snildt fremstillet på denne måde, men fremstilling af store maskindele var et stort og dyrt arbejde.
Bortset fra drejebænke var den første store værktøjsmaskine cylinderboremaskinen, som blev brugt ved udboring af store cylindere til tidlige dampmaskiner. Maskinhøvl, hulmaskine og forme blev udviklet i de første årtier af det 19. århundrede. Selv om fræsemaskinen blev opfundet på dette tidspunkt, blev den først videreudviklet til et rigtigt værkstedsredskab under den anden industrielle revolution.
Militæret havde en finger med i udviklingen af værktøjsmaskiner. Henry Maudslay, som dannede skole for maskinværktøjsmagere i det 19. århundrede, var som ung ansat på arsenalet i Woolwich, hvor han så store hestedrevne maskiner af træ til udboring af kanonløb. Han arbejdede senere for Joseph Bramah med fremstilling af låse i metal, og snart efter begyndte han at arbejde for sig selv. Han blev hyret til at bygge maskineri til fremstilling af taljeblokke til skibe for Royal Navy i Portsmouth. De var udelukkende af metal og var de første maskiner til masseproduktion og til at lave dele med en grad af udskiftelighed. De erfaringer, Maudslay havde gjort sig med behovet for stabilitet og præcision, bragte han med ind i udviklingen af værktøjsmaskiner, og i hans værksteder oplærte han en generation af mænd, som kunne bygge videre på hans værk, såsom Richard Roberts, Joseph Clement og Joseph Whitworth.
James Fox fra Derby havde en velfungerende eksport af værktøjsmaskiner i den første tredjedel af århundredet, og det samme havde Matthew Murray fra Leeds. Roberts fremstillede værktøjsmaskiner af høj kvalitet og var pioner i brugen af opspændingsværktøj og måleinstrumenter til præcisionsmåling.

#### Gasbelysning
En anden af den industrielle revolutions store industrier var gasbelysning. Selv om andre gjorde tilsvarende opfindelser andre steder, skyldes den storstilede introduktion af gaslyset William Murdoch, en ansat ved Boulton and Watt, der havde været pioner indenfor udviklingen af dampmaskiner. Processen bestod af storstilet afgasning af kul i ovne, rensning af gassen (fjernelse af svovl, ammoniak og tunge kulhydrater), lagring og distribution. De første gasværker blev bygget i London mellem 1812 og 1820. De blev snart en af de største forbrugere af kul i Storbritannien. Gaslys havde effekt på den sociale og industrielle organisering, fordi det gjorde det muligt for fabrikker og forretninger at have længere åbningstider end med tællelys eller olielamper. Indførelsen af gaslys fik nattelivet til at blomstre i byerne, da husene og gaderne kunne oplyses i større grad end tidligere.

#### Glasfremstilling
En ny metode til fremstilling af glas, kendt som cylinderprocessen, blev udviklet i Europa i starten af det 19. århundrede. I 1832 blev denne proces anvendt af Chance Brothers til at lave glasplader. Firmaet blev den førende producent af vindues- og pladeglas. Dette fremskridt muliggjorde fremstilling af større glasruder i ét stykke og gjorde det dermed lettere at dekorere rum og sætte ruder i bygninger. The Crystal Palace er det ypperste eksempel på brugen af glasruder i en ny og hidtil uset struktur.

#### Virkninger på landbruget
Opfindelsen af maskineri spillede en stor rolle som drivkraft i den britiske landbrugsrevolution. Forbedringer af landbruget begyndte i århundrederne inden den industrielle revolution kom i gang og kan have spillet en rolle ved at frigøre arbejdskraft på landet til at arbejde i det 18. århundredes nye industrier. Da revolutionen indenfor industrien skred frem, blev en række maskiner gradvis til rådighed, som forøgede fødevareproduktionen med stadig mindre arbejdsindsats.
Jethro Tulls såmaskine, som blev opfundet i 1731, var en mekanisk såmaskine, som fordelte sæd effektivt over en mark. Joseph Foljambes Rotherham-plov fra 1730 var den første kommercielt vellykkede jernplov. Andrew Meikles tærskemaskine fra 1784 var det sidste strå, der knækkede kamelens ryg for mange landbrugsarbejdere og førte til landbrugsoprøret i 1830.
I 1850'erne og 1860'erne begyndte John Fowler, en ingeniør og opfinder, at se på mulighederne for at bruge dampmaskiner ved pløjning og gravning af dræningskanaler. Systemet, som han opfandt, bestod enten af en enkelt, stationær maskine i enden af en mark, som trak en plov ved hjælp af spil og taljer eller to maskiner placeret i hver ende af en mark, som trak ploven frem og tilbage imellem sig ved hjælp af et kabel, som var knyttet til et spil. Fowlers pløjesystem reducerede kraftigt prisen for pløjning af en mark sammenlignet med hestetrukne plove. Samtidig indebar hans pløjesystem, når det blev anvendt til gravning af afvandingskanaler, at det blev muligt at dyrke jord, som hidtil havde været for sumpet. Traktormaskinen blev senere et almindeligt syn som drivkraft for tærskeværker under høsten og ved pløjning af marker.

### Transport i Storbritannien
Ved starten på den industrielle revolution foregik den indenlandske transport ad sejlbare floder og veje. Kystfartøjer blev anvendt ved transport af tunge varer til søs. Jernbaner eller veje blev anvendt til at bringe kul til floder, hvor det kunne videretransporteres, men kanalerne var endnu ikke bygget i starten. Trækdyr stod for al trækkraft på land, mens sejl blev brugt på vandet.
Den industrielle revolution forbedrede Storbritanniens infrastruktur med et omfattende netværk af landeveje, kanaler og jernbaner. Råmaterialer og færdigvarer kunne dermed flyttes hurtigere og billigere end tidligere. Forbedret transport betød også, at nye ideer kunne spredes hurtigere.

#### Kystsejlads
Sejlskibe havde længe været anvendt til transport af varer langs den britiske kyst. Transporten af kul fra Newcastle til London var begyndt i Middelalderen. De store internationale havne som London, Bristol og Liverpool var dér, hvor råmaterialer blev importeret til, og færdigvarer eksporteret fra. Under hele den industrielle revolution var det almindeligt at transportere varer videre inden for Storbritannien ad vandvejen, og dette ændrede sig først med etableringen af jernbaner i slutningen af perioden.

#### Sejlbare floder
Alle de store floder i Storbritannien var sejlbare under den industrielle revolution. Nogle havde været sejlbare siden oldtiden såsom Severn, Themsen og Trent. Nogle blev uddybet eller blev sejlbare længere op mod udspringet, men i de fleste tilfælde skete det før den industrielle revolution og ikke under den.
Især Severn blev brugt til transport af varer, som var importeret til Bristol fra udlandet, og som derefter skulle videre til det mellemste England (the Midlands), fremstillingscentrene i Shropshire (såsom jernvarer fra Coalbrookdale) samt området nord og vest for Birmingham. Transporten foregik med små sejlbåde, som kunne passere de forskellige lavvandede områder og broer langs floden. Bådene kunne også sejle gennem Bristolkanalen til havnene i det sydlige Wales og Somerset såsom Bridgwater og endda så langt som til Frankrig.

#### Kanaler
Man begyndte at bygge kanaler i slutningen af det 18. århundrede. Det skete for at sammenkæde de store fremstillingscentre i Midlands med de store havne og med London, der på daværende tidspunkt var landets største center for fremstillingsvirksomhed.
Det britiske kanalsystem spillede en stor rolle i den industrielle revolution. Det var på et tidspunkt, hvor vejene kun lige var kommet ud af middelalderlige mudder og lange tog af pakheste var det eneste middel til massetransport af råvarer og færdige produkter. I 1820’erne stod et landsdækkende netværk af kanaler og Storbritannien kunne prale af at være de første til at erhverve sig sådan et.
Men allerede i 1840’erne blev kanalerne overhalet af jernbanen, der gav en mere profitabel transportform. Den sidste store kanal, der blev bygget i Storbritannien, var i Manchester. Manchesters skibskanal stod klar til åbning den 1. januar 1894. Det var på daværende tidspunkt den største skibskanal i verden. Desværre blev kanalen aldrig som briterne havde håbet en succes, og derved signalerede kanaltransport som en døende transportform. 
Netværket af kanaler i Storbritannien er sammen med de overlevende fabriksbygninger et af de mest varige kendetegn ved den tidlige, industrielle revolution, som man kan se i landet i dag.

#### Veje
En stor del af det oprindelige, britiske vejsystem blev dårligt vedligeholdt af tusindvis af lokale sogne, men fra 1720'erne (og nogle steder før) blev der dannet landevejsselskaber, som opkrævede vejafgifter og vedligeholdt nogle veje. Et stigende antal landeveje blev betalingsveje fra 1750'erne i et omfang, så næsten alle hovedveje i England og Wales var omfattet. Nye veje blev anlagt af John Metcalf, Thomas Telford og John Macadam. På det tidspunkt, hvor vejafgifter var mest udbredt, i 1830'erne, var der over 1.000 opkrævningsselskaber, som administrerede omkring 48.000 km veje i England og Wales, hvor de opkrævede afgifter ved næsten 8.000 vejbomme.
De vigtigste landeveje udgik i alle retninger fra London, og hermed kunne posten hurtigere end før nå ud til resten af landet. Tunge godstransporter foregik på disse veje ved hjælp af langsomme brede kærrer, som blev trukket af hestespand. Lettere varer blev fragtet på mindre vogne eller med pakheste. De rige kørte i diligencer, og de knap så rige kørte på uaffjedrede vogne.
Transportomkostninger var enorme over land. Ved transport af f.eks. kul på oksekærrer svarede udgiften til transport over blot 15 km til den samme omkostning som prisen for selve ladningen, dvs. at prisen blev fordoblet ved at varen skulle transporteres blot 15 km. 

##### Danske landeveje
De danske landeveje var bestemt ikke bedre. Man havde oprettet kongeveje, for at kongen og særligt privilegerede som fx adel kunne komme hurtigt og nogenlunde bekvemt frem.
Det var med god grund, at man havde oprettet "Kongeligt privilegerede kroer" langs de danske landeveje siden Christian den 2.'s tid.
Med en oksekærre var farten på ca. 3-5 km i timen, og en dilligence "tordnede af sted" med 8 km/t, op til højst 10-12 km over gode strækninger. I øvrigt rejste langt de fleste rejse med "apostlenes heste" dvs. som fodgængere med ca 5-7 km i timen, hvor man regnede med at kunne tilbagelægge i gennemsnit noget med 30 km om dagen.
Først i slutningen af det 18. århundrede blev der opstillet en storstilet plan for at oprette landeveje, først på Sjælland – senere landsdækkende.
I 1776 blev f.eks. Roskilde landevej omlagt, så den gik over Valby Bakke i stedet for at gå syd om bakken og igennem Valby.
I begyndelsen gik vejbyggeriet ud på at rette strækningerne ud, forbedre med en stenbro hist og her (der var stort set ingen landevejsbroer før) og mere eller mindre tilfældigt at udbedre vejens beskaffenhed. Først i det 19. århundrede blev vejbelægningen bedre, med indførelse af MacAdams metoder.
Transporttiden blev med disse tiltag mere end halveret fra før år 1800 til efter århundredeskiftet.
Men med oprettelsen af jernbaner skulle man opleve, at selv en dagsrejse på 30 km kunne foretages på mindre end en time.

#### Jernbaner
Man begyndte at anlægge vognveje til transport af kul i mineområderne i det 17. århundrede, og de var ofte knyttet til kanaler eller floder, hvorfra kullet kunne videretransporteres. Transporten var enten hestetrukket eller baseret på tyngdekraften, hvor de tomme vogne blev trukket tilbage op på toppen af stigningerne ved hjælp af en stationær dampmaskine. Den første anvendelse af damplokomotiver foregik på vognveje eller pladeveje (som de ofte blev kaldt på grund af de støbejernsplader, der blev anvendt). Man begyndte først at bruge hestetrukne, offentlige jernbaner i starten af det 19. århundrede. Dampdrevne offentlige jernbaner så man først med Stockton-Darlington Jernbane i 1825 og Liverpool-Manchester Jernbane i 1830. Bygningen af større jernbaner, som forbandt de største byer, begyndte i 1830'erne, men tog først fart i slutningen af den første industrielle revolution.
Da arbejdet med at bygge jernbanerne var afsluttet, vendte mange af arbejderne ikke tilbage til deres liv på landet, men valgte i stedet at blive i byerne og skaffede dermed ekstra arbejdskraft til fabrikkerne.
Jernbanerne var en enorm hjælp til Storbritanniens handel og udgjorde en hurtig og nem transportform og en let måde at transportere post og nyheder på.

## Sociale konsekvenser
Den industrielle revolution var i social forstand en gevinst for middelklassen af forretningsfolk og fabrikanter i forhold til adelen og godsejerne, som ikke oplevede den samme store stigning i velstand.
Almindelige arbejdere fik nemmere ved at finde job i de nye fabrikker, men disse foregik ofte under hårde arbejdsbetingelser med lange arbejdsdage og et tempo, som blev bestemt af maskinerne. Barske arbejdsbetingelser havde imidlertid været almindelige længe før den industrielle revolution. Samfundet var på det tidspunkt kendetegnet ved få forandringer, og det var ofte meget barskt med børnearbejde, uhumske levevilkår og lange arbejdsdage.

### Fabrikker og urbanisering
Industrialiseringen førte til etablering af fabrikker. Den første var formentlig John Lombes vanddrevne silkefabrik ved Derby, som startede i 1721; fabrikkernes storhedstid kom dog noget senere i forbindelse med mekaniseringen af bomuldsspindingen.
Fabrikssystemet var i vidt omfang årsag til den stigende urbanisering og til den moderne bys opståen i takt med, at arbejdere i stort tal flyttede ind til byerne på jagt efter beskæftigelse i fabrikkerne. Dette sås ikke bedre illustreret end ved bomuldsspinderierne og de tilknyttede industrier i Manchester, som fik øgenavnet "Cottonopolis" og formentlig var verdens første industriby. I en stor del af det 19. århundrede foregik produktionen i små møller, som typisk var baseret på vandkraft og bygget til at opfylde lokale behov. Senere fik hver fabrik sin egen dampmaskine med skorsten, så der kunne sikres effektiv træk til kedlen.
Overgangen til industrialisering foregik ikke uden vanskeligheder. I England blev der f.eks. protesteret mod industrialiseringen af de såkaldte ludditter, som var utilfredse arbejdere, der til tider udøvede sabotage mod fabrikkerne.
I andre industrier afstedkom omstillingen til fabriksproduktion knap så store konflikter. Nogle fabrikanter forsøgte at forbedre arbejds- og leveforholdene for deres arbejdere. En af de første af disse reformatorer var Robert Owen, som blev kendt for sit pionerarbejde med henblik på at forbedre arbejdernes forhold på virksomhederne i New Lanark, og han omtales ofte som en af de centrale tænkere bag den tidlige, socialistiske bevægelse.
I 1746 etableredes et integreret messingværk ved Warmley nær Bristol. Råvarer kom ind, blev omdannet til messing og blev forarbejdet til pander, nåle, tråd og andre varer. Der blev bygget boliger til arbejderne på stedet. Josiah Wedgwood og Matthew Boulton var andre fremtrædende tidlige industrifolk, som anvendte fabrikssystemet.

### Børnearbejde
Den industrielle revolution førte til en vækst i befolkningen, men chancen for at overleve barndomsårene blev ikke forbedret under den industrielle revolution (på trods af at spædbørnsdødeligheden faldt markant).
 Der var fortsat begrænsede muligheder for uddannelse, samtidig med at man hos mange familier forventede, at børnene arbejdede. Arbejdsgivere kunne betale børn en lavere løn, selv om deres produktivitet var af samme omfang som de voksnes. Det krævede ikke mange kræfter at betjene en industrimaskine, og da det industrielle system var helt nyt, var der ingen voksne arbejdere med erfaring. Dette gjorde børnearbejde populært inden for industrien i begyndelsen af den industrielle revolution i overgangen mellem det 18. og det 19. århundrede.
Børnearbejde havde eksisteret inden den industrielle revolution, men med stigningen i befolkningstallet og stigende uddannelse blev det mere synligt. Indtil der blev vedtaget love, som beskyttede børn, var mange tvunget til at arbejde under forfærdelige forhold for en meget lavere løn, end de som var ældre.
Der blev skrevet rapporter, som i detaljer beskrev noget af misbruget, især i kulminerne og tekstilfabrikkerne, og disse rapporter medvirkede til at gøre børnenes situation kendt. Den offentlige protest, især fra over- og middelklassen, medvirkede til at udløse forbedringer for de unge arbejdere.
Politikere og embedsmænd forsøgte at begrænse anvendelsen af børnearbejde gennem lovgivningen, men fabriksejerne strittede imod. Nogle mente, at de hjalp de fattige ved at give deres børn penge til at købe mad for, så de undgik at sulte, og andre var blot glade for den billige arbejdskraft. I 1833 og 1844 blev de første generelle love mod børnearbejde vedtaget i England, de såkaldte Factory Acts: Børn under ni år måtte ikke arbejde, børn måtte ikke arbejde om natten, og børn under atten måtte ikke arbejde længere end tolv timer om dagen. Fabriksinspektører overvågede, at loven blev fulgt. Omkring ti år senere blev beskæftigelse af børn og kvinder i miner forbudt. Disse love reducerede antallet af børnearbejdere, men børnearbejdet fortsatte i andre lande i Europa til op i det 20. århundrede.

### Boligforhold
Levestandarden under den industrielle revolution varierede fra pragten i ejernes og overklassens hjem til elendigheden i arbejdernes liv. Cliffe Castle i Keighley er et godt eksempel på, hvordan de nyrige valgte at indrette sig. Dette er et stort hjem, som er udformet som en borg med tårne og mure. Hjemmet er meget stort og var omgivet af en omfattende have. Cliffe Castle er i dag åbent for offentligheden som museum.
Fattigfolk boede i meget små huse i smalle gader. Disse hjem delte toiletfaciliteter, havde åbne kloakker og var ofte fugtige. Sygdomme kunne hurtigt spredes gennem en forurenet vandforsyning. Forholdene blev bedre i løbet af det 19. århundrede i takt med, at der blev lavet lovgivning om kloakering, hygiejne og regulativer for boligbyggeri. Der var også en mellemgruppe mellem de fattigste og de rigeste. Den industrielle revolution skabte en større middelklasse af fagfolk såsom advokater og læger. Livet før industrialiseringen havde ikke været let, så det var positivt, at de fattiges betingelser forbedredes i løbet af det 19. århundrede på grund af lokalplaner og regeringstiltag, som førte til, at byerne blev renere. På trods af dette døde mange fra arbejderklassen som følge af industrirevolutionen på grund af sygdomme, som spredtes i de overfyldte boliger med sammenpressede boliger. Brystsygdomme fra minerne, kolera fra forurenet vand og tyfus var særdeles almindelige lidelser, og det samme var kopper. Arbejdsulykker på fabrikkerne med børn og kvinder involveret var almindelige. Charles Dickens' romaner beskriver dette, og her er især bogen Oliver Twist kendt, hvor de kummerlige leveforhold for en lille dreng i London beskrives i detaljer. Strejker og optøjer blandt arbejdere var også forholdsvis hyppige.

### Ludditter
Den hastige industrialisering i den engelske økonomi kostede mange faglærte arbejdere deres arbejde. Bevægelsen af ludditter startede først blandt blonde- og trikotagearbejdere ved Nottingham og spredte sig til andre dele af tekstilindustrien som følge af den begyndende industrialisering. Mange vævere blev også pludselig arbejdsløse, da de ikke længere kunne klare sig i konkurrencen med maskiner, som kun krævede forholdsvis lidt og ufaglært arbejdskraft til at producere mere klæde end en væver. Mange sådanne arbejdsløse arbejdere, vævere og andre, vendte deres vrede mod maskinerne, som havde taget deres job, og begyndte at ødelægge fabrikker og maskiner. De blev kendt som ludditter, som skulle være tilhængere af Ned Ludd, en person i folkelige fortællinger. De første angreb fra ludditter begyndte i 1811. Ludditterne blev snart populære, og den britiske regering tog drastiske skridt med indsættelse af milits og hær for at beskytte industrien. De ballademagere, som blev fanget, blev stillet for retten, dømt og hængt eller landsforvist.
Uroen fortsatte i andre sektorer i takt med, at de blev industrialiseret, såsom landbrugsarbejdere i 1830'erne, da store dele af det sydlige Storbritannien blev ramt af Captain Swing-uroen. Tærskeværker var et særligt mål, og afbrænding af høstakke var en populær aktivitet. Optøjerne førte til etablering af fagforeninger og yderligere pres for reformer.

### Organisering af arbejderne
Den industrielle revolution samlede arbejdskraften på fabrikker og i miner og lettede således organiseringen af fagforeninger, der skulle fremme arbejdernes interesser. Styrken i en fagforening kunne sikre bedre forhold ved at stoppe alt arbejde og forårsage, at produktionen gik i stå. Arbejdsgiverne måtte vælge mellem at give efter for fagforeningernes krav eller at lide tab som følge af mistet produktion. Faglærte arbejdere var vanskelige at erstatte, og disse var de første grupper, som med held forbedrede deres betingelser gennem denne form for forhandling.
Fagforeningernes vigtigste redskab til at gennemføre ændringer var strejker. Mange strejker var smertelige for begge sider, arbejderne og fabriksejerne. I England var der forbud mod etablering af fagforeninger fra 1799 til 1824, og selv herefter var der betydelige restriktioner for dem.
I 1832, samme år som valgretten blev udvidet, grundlagde seks mænd i Tolpuddle i Dorset "Friendly Society of Agricultural Labourers" for at protestere mod den gradvise lønnedgang i 1830'erne. De nægtede at arbejde for under 10 shillings om ugen, selv om lønningerne på daværende tidspunkt var faldet til 7 shillings om ugen og var på vej til at falde til 6. I 1834 skrev James Frampton, en lokal jordejer, til premierministeren lord Melbourne for at klage over fagforeningen og henviste til en obskur lov fra 1797, som forbød folk at sværge eder til hinanden, hvilket medlemmerne af "Friendly Society" havde gjort. James Brine, James Hammett, George Loveless, Georges bror, James Loveless, Georges svoger, Thomas Standfield og Thomas' søn, John Standfield blev arresteret, fundet skyldige og deporteret til Australien. De blev kendt som Tolpuddle-martyrerne.
I 1830'erne og 1840'erne var Chartistbevægelsen den første storstilede politiske arbejderbevægelse, som kæmpede for politisk ligestilling og social retfærdighed. Dets Charter om reformer fik over tre millioner underskrifter, men blev afvist af parlamentet uden forhandling.
Arbejdere dannede også venskabelige foreninger og kooperativer som gensidige støttegrupper i dårlige tider. Oplyste industrifolk som Robert Owen støttede også disse organisationer for at forbedre arbejderklassens forhold.
Fagforeningerne overvandt langsomt de juridiske hindringer for retten til at strejke. I 1842 organiserede chartisterne en generalstrejke blandt bomulds- og minearbejdere, som lammede produktionen i Storbritannien.
Efterhånden blev der etableret en effektiv, politisk organisering af arbejderne gennem fagforeningerne, som efter udvidelsen af vælgerkorpset i 1867 og 1885 begyndte at støtte socialistiske partier, som senere blev sammensluttet til det britiske parti Labour.

### Andre effekter
Anvendelsen af dampkraft i trykkerierne førte til, at der blev udgivet flere aviser og bøger, hvilket fremmede væksten i læsefærdighederne og kravene om politisk involvering af de brede lag.
Under den industrielle revolution forøgedes børns forventede levetid dramatisk. Andelen af børn i London, som døde inden de fyldte fem år, faldt fra 74,5 % i 1730–1749 til 31,8 % i 1810–1829. Ligeledes var der en betydeligt vækst i arbejdernes aflønning i perioden 1813-1913.
Ifølge Robert Hughes i The Fatal Shore voksede befolkningstallet i England og Wales drastisk efter 1740. Det havde ellers ligget stabilt omkring 6 mio. mellem 1700 og 1740. Befolkningstallet i England blev mere end fordoblet fra 8,3 mio. i 1801 til 16,8 mio. i 1851 og var i 1901 omtrent fordoblet igen til 30,5 mio. Denne kraftige befolkningstilvækst skyldes først og fremmest faldende dødsrate, hvilket bl.a. kan tilskrives bedre ernæring.

## Industriel revolution andre steder
Den industrielle revolution indtraf lidt senere på det europæiske kontinent end i Storbritannien. I mange europæiske industrier drejede det sig om at indføre teknologier, som var udviklet i Storbritannien. Teknologierne blev ofte købt fra Storbritannien eller fra britiske ingeniører. I 1809 blev en del af Ruhr-distriktet i Westfalen kaldt 'Miniature England' på grund af områdets lighedspunkter med de industrielle områder i England. Den tyske, russiske og belgiske regering gav støtte til mange nye industrier. I nogle tilfælde, fx i jernindustrien, betød den anderledes tilgængelighed af ressourcer lokalt, at kun nogle sider af den britiske teknologi blev indført.

### Industrialiseringen af Vallonien i Belgien
Vallonien, der er kendt for sit kul og stål, har gennemgået en kraftig industriel udvikling siden middelalderen. I mange år var sværindustrien den drivende kraft bag regionens økonomi, og Vallonien var stedet, hvor den industrielle revolution startede på det europæiske kontinent.
Vallonien blev kendt som et eksempel på den radikale udvikling af den industrielle vækst. Takket være kullet udviklede området sig til at blive den næststørste industrielle magt i verden efter England. Mange forskere har også peget på, at der var en enorm industriel udvikling baseret på kulminer og jernfremstilling i den såkaldte "Sillon industriel"..

### Frankrig
Den industrielle revolution i Frankrig var en særlig proces, for den fulgte ikke samme mønster som i andre lande. De fleste franske historikere mener, at Frankrig ikke gennemgik en klar take-off fase. I stedet var Frankrigs økonomiske vækst langsom og stabil i løbet af det 18. og det 19. århundrede, men nogle trin blev dog identificeret af Maurice Lévy-Leboyer:
- Den franske revolution og Napoleonskrigene (1789-1815),
- Industrialisering i tråd med Storbritannien (1815-1860),
- Økonomisk stagnering (1860-1905),
- Fornyelse af væksten efter 1905.

#### Baggrund
Starten på den industrielle revolution i Frankrig var præget af uro, som fulgte med revolution og Napoleonskrigene. Omkostningerne var såvel menneskelige som økonomiske, og Frankrig mistede sin demografiske vitalitet. På den anden side betød kontinentalsystemet, som blev oprettet af Napoleon 1., at de store franske havnebyer som Bordeaux, Marseille og Nantes mistede en række muligheder og mistede aktiviteter og befolkning – til dels til industriområderne i det nordøstlige Frankrig. På den måde fremmede kontinentalsystemet industriel specialisering og flyttede tyngden i den franske industri. Det styrkede også handelens specialisering i retning af fastlandet.
Revolutionens Frankrig havde også arvet værdier fra oplysningstiden. Det var således påvirket af såvel liberalisme som en mere social indstilling, og Frankrig valgte derfor en middelvej mellem den britiske liberalisme og tyske protektionisme.

#### Statens betydning
I slutningen af revolutionen var magthaverne ivrige efter at fjerne lavenes privilegier og slippe markedskræfterne fri (Allarde-dekretet, 1791). Desuden udviklede Frankrig under Konsulatet en valuta, "franc germinal", og en centralbank, "la Banque de France". Disse to gjorde det muligt for Frankrig at genskabe et stabilt pengevæsen og et centralt styret system. Det var særdeles effektivt til bekæmpelse af monetære vanskeligheder som følge af revolutionen og udstedelse af for mange papirpenge, så man fik inflation. Francen var stabil gennem hele det 19. århundrede. Når Frankrig udviklede et centralt styret pengevæsen, skyldtes det den historiske arv fra jakobinerne, der stod for centralisering.
Derudover gennemførte Frankrig mange reformer, såsom oprettelse af skoler til uddannelse af en elite, hvilket var led i en proces, der fra midten af det 18. århundrede skulle rationalisere staten – f.eks. oprettelsen af Ecole Royale des Ponts et Chaussées i 1747. Den store reform kom imidlertid med indførelsen af "Code Civil", den civilretslige lovsamling, som Napoleon indførte i 1804. Den omfatter bl.a. retten til at eje privat ejendom, et væsentligt element i den industrielle revolution. Men den giver også mulighed for overdragelse af privat ejendom ved at fastlægge aftaleretten.

#### Styrken gennem landbrugs- og industriprodukter
Staten forsøgte at fremme den økonomiske vækst ved at give fordele til bestemte formål og ved at yde direkte støtte. Det gjaldt f.eks. Guizot-loven fra 1842, som fremmede bygningen af jernbaner i erkendelse af dens betydning for den industrielle udvikling, de store offentlige arbejder som baron Haussmanns i Paris, dræning af sumpede områder som i Landes og Sologne, Freycinet-planen (1879-1882) om at øge den økonomiske aktivitet ved hjælp af jernbaner og forbedring af infrastrukturen m.v. Det franske koloniimperium bidrog også til at styrke industrialiseringen ved tilførelse af resurser.
Den franske stat gennemførte aftaler om frihandel, men måtte også ty til protektionistiske foranstaltninger. Af frihandelsaftaler kan nævnes Eden-Rayneval-traktaten i 1786 og ikke mindst Cobden-Chevalier-traktaten fra 1860, som begrænsede tolden på industrivarer til 25 %. Af protektionistiske tiltag kom "Méline-loven" i 1892, som tillod en forhøjelse af toldsatserne på korn og kød i tilfælde af overproduktion.
Landbruget fortsatte med at have en stor betydning i den franske økonomi i modsætning til i Storbritannien under omstillingen til industrisamfundet. Opfindere som Andre Grusenmeyer bidrog til udviklingen af landbrugserhvervet. Det betød, at landbruget blomstrede, hvilket smittede af på resten af økonomien. Landbruget i Frankrig var meget decentralt og domineret af små husmandsbrug, hvilket til dels kan forklare den "malthusianske" adfærd i Frankrig i det 19. århundrede – ved at få færre børn undgik man en opsplitning af familiens arv.
Frankrig var samtidig en industrimagt, der dog haltede bagefter Storbritannien. Ændringerne kom mere gradvist end i Storbritannien. Koncentration af fremstillingsvirksomhederne og masseproduktionen kom senere. Hertil kom, at industrien var domineret af småborgerskabet, som foretrak et knap så dynamisk marked.
Selv om landet ikke havde den samme finansielle styrke som Storbritannien, var betydningen af Frankrigs finansielle position ikke desto mindre stor. Frankrig besad den største privatejede guldreserve og det største finansielle marked i Europa. Forbindelserne mellem banker og industri var beskedne, hvilket var anderledes end i Storbritannien. Desuden var bankaktiviteter, især i slutningen af århundredet, kendetegnet ved en forsigtighed, der afspejlede den doktrin, som Germain indførte om adskillelse af funktioner i banken.

### USA
I De forenede Stater brugte man indledningsvis hestetrukket maskineri i de første fabrikker, men man skiftede senere til vandkraft med den konsekvens, at industrialiseringen stort set var begrænset til at foregå i New England og det øvrige nordøstlige USA, hvor der var floder med kraftig strøm. Hestetrukken produktion viste sig at være en økonomisk udfordring og et mere vanskeligt alternativ i forhold til de nyere, vanddrevne produktionsanlæg. Det var først efter den amerikanske borgerkrig i 1860'erne, at dampdreven fremstillingsvirksomhed overtog den vanddrevne, hvilket gav industrien mulighed for at sprede sig over hele nationen.
Samuel Slater (1768–1835) er almindeligt kendt som grundlæggeren af den amerikanske bomuldsindustri. Som dreng var han lærling i Derbyshire i England, hvor han lærte om de nye teknikker inden for tekstilindustrien. Han omgik loven, der forbød faglærte arbejdere at udvandre, da han tog til New York i 1789 i håb om at tjene penge på sin viden. Slater gik sammen med en række investorer og etablerede Beverly Cotton Manufactory i Beverly, Massachusetts. Det var det første bomuldsspinderi i Amerika. Spinderiet var udformet til at være hestedrevet, og operatørerne lærte hurtigt, at den hestedrevne produktion var for ustabil og havde økonomiske problemer i årevis, efter at den var bygget. Trods tab fungerede fabrikken som legeplads for innovation, både ved at spinde store mængder bomuld, men også ved at udvikle en vanddreven møllestruktur, som blev anvendt i Slaters andet spinderi, Slater's Mill ved Pawtucket, Rhode Island, i 1793. Han endte med at eje tretten tekstilspinderier.
Floden Blackstone og dens bifloder, som strækker sig over 70 km fra Worcester til Providence (Rhode Island), var fødested for Amerikas industrielle revolution. I sin storhedstid fandtes der over 1.100 aktive møller i denne dal, heriblandt Slater's mill, og her finder man den første begyndelse til Amerikas industrielle og teknologiske udvikling.
I 1810 var forretningsmanden Francis Cabot Lowell fra Newburyport på rejse i England, og han fik i den forbindelse lov til at besøge en række britiske tekstilfabrikker, uden dog at måtte tage notater. Den britisk-amerikanske krig (1812) havde ødelagt hans importvirksomhed samtidig med, at der var et stadig stigende kundegrundlag for færdigvarer som tøj i USA. Derfor valgte Lowell at huske tekstilmaskinernes design og bygge dem igen, da han startede Boston Manufacturing Company.
Lowell og hans partnere byggede Amerikas anden bomuld-til-klæde tekstilfabrik i Waltham, Massachusetts, efter Beverly Cotton Manufactory. Efter hans død i 1817 byggede hans samarbejdspartnere Amerikas første planlagte fabriksby, som de opkaldte efter ham. Dette foretagende blev finansieret ved udstedelse af aktier, et af de første eksempler herpå i USA.
Lowell, Massachusetts anvendte i alt 9 km kanaler samt de tusindvis af hestekræfter, der kunne udledes fra strømmen i Merrimack River, som anses for at være 'Den amerikanske industrielle revolutions vugge'. Det kortlivede utopia-lignende Lowell-system blev etableret som et svar på de dårlige arbejdsforhold i Storbritannien, men da man nåede 1850, især efter hungersnøden i Irland, var systemet blevet udskiftet med fattige immigrantarbejdere.
Industrialiseringen af urmager-industrien begyndte i 1854 ligeledes i Waltham (Massachusetts), på Waltham Watch Company, med udvikling af maskinværktøjer, redskaber, måleværktøjer og samlemetoder, som var tilpasset den nøjagtighed, der kræves ved urfremstilling.

### Japan
I 1871 var en gruppe japanske politikere, der var kendt som Iwakura missionen på rundtur i Europa og USA for at lære vestlige metoder. Resultatet var en bevidst statsdreven industrialiseringspolitik, som skulle forhindre Japan i at sakke bagud. Bank of Japan, som blev grundlag i 1877, brugte skatter til at finansiere modelfabrikker indenfor stål- og tekstilindustrien. Uddannelsesindsatsen blev forøget, og japanske studenter sendt til Vesten for at studere.

## Anden industrielle revolution og senere udvikling
En stor efterspørgsel efter jernbaner for en bedre infrastruktur medførte en udvikling, hvor man billigt kunne masseproducere stål. Stål nævnes ofte som den første af flere nye områder for industriel masseproduktion, som menes at være karakteristisk for "den anden industrielle revolution", der begynder omkring 1850. Metoden til massefremstilling af stål blev ikke opfundet før 1860'erne, hvor Sir Henry Bessemer opfandt en ny ovn, der kunne håndtere smedejern og stål i store mængder. Men den blev først udbredt i 1870'erne. Denne anden industrielle revolution vokser gradvist til at omfatte den kemiske industri, olieraffinering, elektriske industri, og i det tyvende århundrede bilindustrien, og var præget af, at det teknologiske lederskab gik fra Storbritannien til USA og Tyskland.
Indførelsen af vandkraftgeneratorer i Alperne betød en hurtig industrialisering af det kulfattige, nordlige Italien, der begynder i 1890. En voksende adgang til olie reducerede betydningen af kul og satte yderligere gang i industrialiseringen.
Marshall McLuhan analyserede de sociale og kulturelle virkninger af elektricitetsalderen. Mens den foregående mekaniseringstidsalder havde spredt ideen om at dele enhver proces op i sekvenser, blev dette afsluttet med introduktionen af elektricitetens lynhurtige hastighed, som bragte samtidighed. Dette nødvendiggjorde en kulturel ændring fra tilgangen med at se på "adskilte opmærksomhedsområder" (og udvælge en bestemt synsvinkel), til en tilgang med "øjeblikkelig sansemæssig erkendelse af helheden", et fokus på "hele området", en "følelse af hele mønsteret". Det gjorde tanken om "form og funktion som en helhed" til noget indlysende og almindeligt, en "integreret ide om struktur og sammenhæng". Dette havde stor indflydelse på malerkunsten (i form af kubismen), fysik, poesi, kommunikation og undervisningsteori.
I 1890'erne havde industrialiseringen på disse områder skabt de første industrielle kæmpeforetagender med globale interesser. Virksomheder som U.S. Steel, General Electric og Bayer AG sluttede sig til jernbaneselskaberne på verdens aktiemarkeder.

## Intellektuelle paradigmer og kritik

### Kapitalisme
Oplysningstiden skabte en intellektuel ramme, som bød praktisk anvendelse af den stigende mængde videnskabelige erkendelser velkommen – en faktor som bevises af den systematiske udvikling af dampmaskinen, ledt på vej af videnskabelig analyse, og udvikling af den politiske og sociologiske analyse, som kulminerede i Adam Smiths Nationernes velstand. Et af hovedargumenterne for kapitalisme, som f.eks. fremsættes i bogen The Improving State of the World, er, at industrialisering forøger velstanden for alle i form af et længere liv, kortere arbejdstid og afskaffelse af arbejde for børn og gamle.

### Marxisme
Marxismen er grundlæggende en reaktion imod den industrielle revolution. Ifølge Karl Marx polariserede industrialisering samfundet i bourgeoisiet (de som ejer produktionsmidlerne, fabrikker og jord) og det langt større proletariat (arbejderklassen, som udfører det nødvendige arbejde for at frembringe noget af værdi med produktionsmidlerne). Han så industrialiseringsprocessen som en logisk dialektisk fortsættelse af feudale, økonomiske systemer, og som nødvendig for fuld udvikling af kapitalismen, som han så tilsvarende så som en nødvendig forberedelse for udvikling af socialisme og senere kommunisme.

### Romantikken
Under den industrielle revolution udviklede der sig en intellektuel og kunstnerisk fjendtlighed over for den nye industrialisering. Dette blev kendt som den romantiske bevægelse. De største eksponenter på engelsk omfattede kunstneren og digteren William Blake samt poeterne William Wordsworth, Samuel Taylor Coleridge, John Keats, Byron og Percy Bysshe Shelley. Bevægelsen understregede betydningen af "natur" i kunst og sprog i modsætning til monstrøse maskiner og fabrikker. De "mørke, sataniske møller" i Blakes digt "And did those feet in ancient time". Mary Shelleys roman Frankenstein afspejlede en bekymring for, at videnskabelige fremskridt kunne være et tveægget sværd.